# 松平家信
松平家信（日语：／ Matsudaira Ienobu，1565年—1638年2月27日）是日本戰國時代的武將。江戶時代前期大名。形原松平家第6代當主。父親是第5代當主松平家忠。三河形原藩、攝津高槻藩藩主、以及下總佐倉藩初代藩主。

## 生平
在永祿8年（1565年）出生，家中長男。早期仕於德川家康，在織田信長於天正10年（1582年）開始進攻武田氏時，跟隨家康從軍並立下功績（武田征伐）。同年，因為父親家忠死去而繼任家督。在天正12年（1584年）的小牧長久手之戰中屬於酒井忠次並討取敵將野呂孫一郎而立下武功。
家康在小田原征伐後被移封至關東地方後，家信被賜予上總五井藩5千石。在元和4年（1618年）返回舊領形原藩並領有1萬石而成為大名。於元和5年（1619年）及寬永13年（1635年）分別被移封至攝津高槻、下總佐倉4萬石。在寬永15年（1638年）1月14日死去。享年74歳。